# Hořany
Hořany (deutsch Horschan) ist eine Gemeinde in Tschechien. Sie liegt fünf Kilometer südwestlich von Sadská und gehört zum Okres Nymburk.

## Geographie
Hořany befindet sich zwischen den Tälern der Šembera und des Milčický potok auf der Böhmischen Tafel. Südwestlich erhebt sich die Kuppe Kouřimka (247 m). Nordwestlich des Dorfes werden mehrere Sandgruben betrieben. Im Norden verläuft die Eisenbahnstrecke von Prag nach Kolín sowie die Autobahn D 11/Europastraße 67, dort liegt auch die nächste Abfahrt 25 Sadská.
Nachbarorte sind Třebestovice und Vycherov im Norden, Milčice im Nordosten, Tatce im Osten, Skramníky im Südosten, Žhery im Süden, Lstiboř im Südwesten, Klučov im Westen sowie Poříčany und Černá Obora im Nordwesten.

## Geschichte
Die erste schriftliche Erwähnung des Dorfes erfolgte im Jahre 1282.
Nach der Aufhebung der Patrimonialherrschaften bildete Hořany ab 1850 eine Gemeinde im Bezirk Český Brod. 1961 kam die Gemeinde zum Okres Nymburk und 1980 erfolgte die Eingemeindung nach Poříčany. Seit 1990 besteht die Gemeinde Hořany wieder.

## Gemeindegliederung
Für die Gemeinde Hořany sind keine Ortsteile ausgewiesen.

## Sehenswürdigkeiten
- Kapelle
- Bauernhöfe mit historischen Hofeinfahrten